# Beratón
Beratón est une commune espagnole de la province de Soria en Castille-et-León anciennement connue sous le nom de Veraton. Localité la plus haute de sa province, elle fait partie du diocèse d’Osma-Soria et de l’archidiocèse de Burgos. Les rivières Isuela et Araviana y prennent leur source.